# Бель Нокс
Бель Нокс (Belle Knox, настоящее имя — Мириам Викс (Miriam Weeks), род. 9 июня 1995, Спокан, Вашингтон) — американская порноактриса.

## Биография
Дебютировала в порноиндустрии в 2013 году, в возрасте 18 лет, чтобы оплатить получение высшего образования в Университете Дьюка. После того, как коллеги из университета начали трансляцию видеороликов с её участием с намерением публично унизить её, Нокс решила добровольно появиться в средствах массовой информации и в социальных сетях под настоящим именем, чтобы рассказать свою историю. Она объяснила, что считает себя феминисткой, поскольку её специализация — женские исследования, а также причину, почему она выбрала фильмы для взрослых. Это принесло ей славу сначала в США, а затем и в мире.
В апреле 2014 года было объявлено, что Нокс была выбрана ведущей веб-реалити-шоу «Секс-фактор».

## Награды и номинации
| Год  | Церемония   | Результат | Номинация                                                                  | Работа                                                   |
| ---- | ----------- | --------- | -------------------------------------------------------------------------- | -------------------------------------------------------- |
| 2014 | Fanny Award | Победа    | New Girl on the Block (Female Newcomer of the Year)                        | н/д                                                      |
| 2015 | AVN Award   | Номинация | Лучшая новая старлетка                                                     | н/д                                                      |
| 2015 | AVN Award   | Номинация | Мейнстрим-звезда года                                                      | н/д                                                      |
| 2015 | XBIZ Award  | Номинация | Лучшая новая старлетка                                                     | н/д                                                      |
| 2015 | XBIZ Award  | Номинация | Кроссовер-звезда года                                                      | н/д                                                      |
| 2015 | XBIZ Award  | Номинация | Лучшая сцена с участием только девушек (вместе с Лизой Энн и Ниной Хартли) | Lisa Ann’s School of MILF 2: The Education of Belle Knox |
| 2015 | XBIZ Award  | Победа    | Маркетинг-кампания года                                                    | н/д                                                      |
| 2015 | XRCO Award  | Номинация | Mainstream Adult Media Favorite                                            | н/д                                                      |

## Фильм-биография
Телефильм 2017 года под названием «Из отличницы в порнозвезду» (англ. From Straight A's to XXX) рассказывает историю Мириам Викс, которую играет Хейли Пуллос, студентки Университета Дьюка, которая становится порноактрисой, чтобы оплачивать свои расходы на обучение. Но когда ученики узнают, кто она, и раскрывается её тайна, Мириам грозит угроза смерти и кибертравля.

## Личная жизнь
Имеет канадские и индийские (панджабцы) корни. Она была воспитана как католик в Спокане, штат Вашингтон. У неё есть сестра и брат.
Считает себя сексуально-позитивной феминисткой и либертарианцем. Идентифицирует себя как бисексуалка.